# Jürg Frischknecht

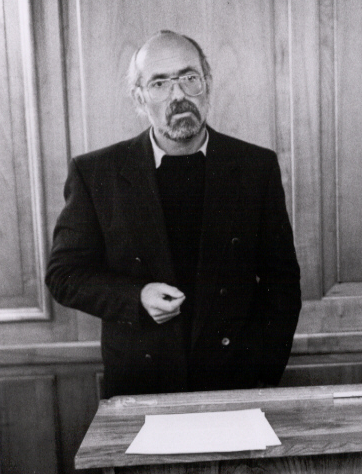
Jürg Frischknecht (1988)

Jürg Frischknecht (* 23. Januar 1947 in Herisau; † 18. Juli 2016 in Zürich) war ein Schweizer Journalist und Autor zahlreicher Sachbücher.

## Leben
Frischknecht wuchs als jüngstes Kind einer Lehrerfamilie im ländlichen Kanton Appenzell Ausserrhoden auf. Er besuchte die Kantonsschule in St. Gallen und begann sich schon früh politisch zu engagieren, zuerst im appenzellischen Forum für politische Unternehmungen, und gehörte zu denen, welche die erste Initiative zur Einführung des Frauenstimmrechts im Kanton Appenzell Ausserrhoden einreichten.
Von 1967 bis 1974 studierte Jürg Frischknecht an der Universität Zürich Soziologie, Publizistikwissenschaft und Geschichte, begann zugleich seine journalistische Tätigkeit und arbeitete dann zehn Jahre lang als Zürcher Korrespondent bei der Basler National-Zeitung. Inhaltlich beschäftigte er sich vor allem mit Hochschulfragen, Medienentwicklung und politischem Extremismus. Er gehörte zudem 1981 zu den Gründern der links-unabhängigen Zürcher Wochenzeitung WoZ, wo er Polizeispitzel in der Jugendbewegung enttarnte und Atomkraftwerke kritisierte.
Frischknecht arbeitete als freier Journalist, Dozent und Autor in Zürich. Er starb im Juli 2016 im Alter von 69 Jahren nach einer Krebserkrankung.

## Werk
1976 gehörte Frischknecht zu der Gruppe, die auf spektakuläre Weise in das Geheimarchiv von Ernst Cincera eindrang und darüber in einem «Demokratischen Manifest» berichtete. Mit Cincera befasste er sich ebenfalls als Mitautor des Buches Die unheimlichen Patrioten: Politische Reaktion in der Schweiz.
Weitere Publikationen von Frischknecht sind das zusammen mit dem Filmer Mathias Knauer verfasste Buch «Die unterbrochene Spur» (Zürich 1983) über die antifaschistische Emigration in der Schweiz von 1933 bis 1945 und «Schweiz, wir kommen» (Zürich 1991) über die in den 80er Jahren entstandenen neuen rechtsradikalen und rassistischen Gruppierungen in der Schweiz. Zusammen mit Peter Niggli publizierte Frischknecht das Nachfolgewerk zu den «Unheimlichen Patrioten»: «Rechte Seilschaften. Wie die ‹unheimlichen Patrioten› den Zusammenbruch des Kommunismus meisterten» (Zürich 1998).
Gemeinsam mit seiner Lebensgefährtin Ursula Bauer verfasste er zwischen 1995 und 2015 eine Reihe von neun Wanderführern, in denen jeweils zusätzlich historische, kulturelle, politische und kulinarische Themen entlang der Wanderwege aufgegriffen werden. Diese sind alle im Zürcher Rotpunktverlag erschienen und wurden grossteils mehrfach neu aufgelegt:
- Bäderfahrten. Wandern und baden, ruhen und sich laben. 2. Auflage. Zürich 2004, ISBN 3-85869-236-0.
- Grenzschlängeln. Routen, Pässe und Geschichten, zu Fuss vom Inn an den Genfersee. 5., vollständig überarbeitete und aktualisierte Auflage (vergriffen). Zürich 2005, ISBN 3-85869-123-2.
- Veltliner Fussreisen. Zwischen Bündner Pässen und Bergamasker Alpen. 4. Auflage. Zürich 2007, ISBN 978-3-85869-349-5.
- Auswanderungen. Wegleitung zum Verlassen der Schweiz. 1. Auflage. Zürich 2008, ISBN 978-3-85869-372-3.
- Antipasti und alte Wege. Valle Maira – Wandern im andern Piemont. 10., aktualisierte und erweiterte Auflage Zürich 2024, ISBN 978-3-03973-025-4.
- Schüttelbrot und Wasserwosser. Wege und Geschichten zwischen Ortler und Meran. Mit Fotos von Marco Volken, 2. Auflage. Zürich 2012, ISBN 978-3-85869-447-8.[4][5]
- Wandern in der Stadt Zürich.  Zusammen und mit Fotos von Marco Volken, Zürich 2012, ISBN 978-3-85869-481-2.
- Solothurn, Olten, Aarau. Zwischen Aare und Jura: wandern, wo die Schweiz entstand. Zürich 2015, ISBN 978-3-85869-669-4. (Fotos von Sabine Bobst)
- Grenzland Bergell. Wege und Geschichten zwischen Maloja und Chiavenna. 5. Auflage. Zürich 2017, ISBN 978-3-85869-736-3.

## Auszeichnungen
1994 erhielt Frischknecht den Fischhof-Preis, der vergeben wird von der Stiftung gegen Rassismus und Antisemitismus (GRA) und der Gesellschaft Minderheiten in der Schweiz (GMS) und 2004 zusammen mit Ursula Bauer den Binding-Preis für Natur- und Umweltschutz (aufgrund seines Engagements für Alpenökologie und Alpenpolitik). 2006 erhielt er, ebenfalls zusammen mit Ursula Bauer, den Albert Mountain Award für einen neuen Typus Wanderbuch, das Lesewanderbuch.

## Echo
«Sein Standpunkt war eindeutig: links. Das machte ihn verdächtig – und schränkte seine beruflichen Möglichkeiten ein. Doch der Journalist Jürg Frischknecht mochte gar nicht überall und für jede Zeitung schreiben. Zu viele Berufskolleginnen und -kollegen, die so idealistisch wie er in den Beruf eingestiegen waren, hatte er Kompromiss um Kompromiss die Karriereleiter in Zeitungsverlagen und Fernsehanstalten hinaufsteigen sehen. Das wollte und konnte er nicht.»